# Petra (álbum)
Petra é o álbum de estréia da banda homônima, lançado em 1974.
O álbum traz uma mistura de sons, passando pelo country e o southern rock, tendo semelhanças musicais com The Eagles ou Lynyrd Skynyrd, influências estas que foram uma das marcas da banda no início de carreira. Durante os primeiros anos, os principais vocalistas foram os guitarristas Bob Hartman e Greg Hough.

## Faixas
Todas as músicas por Bob Hartman, exceto onde anotado
1. "Wake Up" (Greg Hough) – 3:17
2. "Get Back to the Bible" – 2:49
3. "Gonna Fly Away" – 3:24
4. "Storm Comin'" – 3:41
5. "Parting Thought" – 4:31
6. "Walkin' in the Light" – 2:21
7. "Mountains and Valleys" – 4:55
8. "Lucas McGraw" – 3:03
9. "Backslidin' Blues" – 4:31
10. "I'm Not Ashamed" (Greg Hough) – 1:30

## Créditos
- Bob Hartman - Guitarra, banjo, vocal
- Greg Hough - Guitarra, vocal
- John DeGroff - Baixo
- Bill Glover - Bateria, percussão